# Adesmus stephanus
Adesmus stephanus är en skalbaggsart som först beskrevs av Aurivillius 1900.  Adesmus stephanus ingår i släktet Adesmus och familjen långhorningar.
Artens utbredningsområde är Venezuela. Inga underarter finns listade i Catalogue of Life.